# Іга Свьонтек
Іга Наталія Свьонтек (пол. Iga Natalia Świątek, [ˈiɡa ˈɕfjɔntɛk]) (народилася 31 травня 2001 року) — польська професійна тенісистка. Посідає друге місце у світовому рейтингу  (21 жовтня  2024 р.)  одиночного розряду Жіночої тенісної асоціації (WTA). Свьонтек шестиразова чемпіонка одиночного розряду на Великих турнірах, з перемогами на Відкритому чемпіонаті Франції у 2020, 2022, 2023 та 2024 роках на Вімблдоні у 2025 та на Відкритому чемпіонаті США у 2022 році. Вона є першою представницею Польщі, яка здобула одиночний титул на Великому турнірі. Вона перемогла в 15 турнірах рівня WTA Tour.
У 2024 році у фіналі Мадридського Мастерсу здолала «нейтральну» Аріну Сабаленку з Білорусі у неймовірному трисетовому матчі, відігравши матчбол суперниці.
Батько Свьонтек, Томаш, є відомим олімпійським гребцем. Як юніорка, Свьонтек стала чемпіонкою парних змагань серед дівчат на Відкритому чемпіонаті Франції 2018 разом з Кеті Макналлі та чемпіонкою в одиночному розряді серед дівчат на Вімблдонському турнірі 2018. Свьонтек почала регулярно виступати на турнірах WTA в 2019 році і у 18 років потрапила до топ-50 після свого першого фіналу WTA та виходу до чвертьфіналу на Відкритому чемпіонаті Франції 2019 року.
Під час своєї перемоги на Відкритому чемпіонаті Франції 2020 року, Свьонтек у жодному з матчів не програла більше п'яти геймів. Вона вперше у своїй кар'єрі потрапила до топ-10 рейтингу WTA в травні 2021 року після перемоги на Italian Open. Після подвійних перемог на турнірах WTA 1000 у 2022 році в Катарі та Індіан-Уеллсі, Свьонтек досягла найвищого рейтингу — № 2. 4 квітня 2022 року після завершення кар'єри першої ракетки світу, Ешлі Барти, вона стала першою польською тенісисткою, чоловіком або жінкою, яка досягла першої сходинки в одиночному розряді. Також вона перемогла ще на одному турнірі WTA 1000 у Маямі, ставши четвертою жінкою, яка здобула «Sunshine Double». Під час цього часу Свьонтек здобула серію з 37 перемог, найдовшу серію у 21 столітті на турнірах WTA.
Золоту медаль Юнацьких Олімпійських іграх Свьонтек здобула у 2018 році в Буенос-Айресі в парному турнірі, граючи разом із словенкою Каєю Юван.
Свьонтек має універсальний стиль гри. У 2023 році вона стала «Спортсменкою року» в Польщі, газета «L'Équipe» назвала її «Чемпіонкою чемпіонів», а також журнал «Тайм» включив її до річного списку «100 найбільш впливових осіб світу».

## Особисте життя
Свьонтек любителька котів і має чорної кошеняти з ім'ям Граппа. Вона має пристрасть до прослуховування музики та читати романи. Перед матчами вона слухає рок-музику, зокрема Pearl Jam, Pink Floyd, Red Hot Chili Peppers та AC/DC. У вільний час Іґа слухає альтернативну музику, джаз, соул та поп. Вона також є фанаткою Тейлор Свіфт. У інтерв'ю з каналом Tennis Channel вона описала Мікаелу Шиффрін як хорошого прикладу для наслідування та заявила, що «дуже поважає» її. Також вона згадала, що є прихильницею актриси Сандри Буллок та її фільмів.
Крім успішної кар'єри у спорті, Свьонтек завжди відзначалася як відмінна і старанна учениця в початковій та середній школі. Незважаючи на щільний графіки, вона завжди вчилася під час турнірів, перед тим як особисто повертатися до школи, щоб складати іспити. Перед своїм успіхом на French Open у 2020 році Іґа успішно завершила середню школу, отримавши чудові результати на державному іспиті, відомому як «Egzamin Maturalny», з 83 % за польську на базовому рівні, 100 % за англійську на базовому рівні, 96 % за англійську на рівні «Advanced» та 100 % за математику. Вона також зізналася, що пізніше в житті, хотіла б піти до університету та вивчати щось пов'язане з математикою.
Свьонтек відома як шанувальниця книг під час туру WTA, і вона завжди бере книги з собою на кожний турнір. Наприклад, вона читала «Вбивство у східному експресі» на French Open 2022 року та «Звіяні вітром» на US Open 2021 року. Вона відверто зізнається, що книги допомагають їй зосередитися на турнірах та уникати використання свого телефону «довше, ніж потрібно».
4 грудня 2021 року суддя Уче Агомох з Федерального Вищого Суду Нігерії засудив Олугбенгу Огунрінде до 10 місяців ув'язнення за підробку особи Свьонтек у кібер-шахрайській схемі. Прокурор розкрив, що отримані розвідки з адреси електронної пошти Огунрінде свідчать про те, що він виступав як Свьонтек та використовував її ім'я та популярність щоб виманювати гроші в іноземців.

## Історія виступів

### Історія виступів на турнірах Великого шлема

#### Одиночний розряд
| Турнір                                 | 2019 | 2020 | 2021 | 2022 | 2023 | 2024 | 2025 | Усп    | В–П         | % В         |             |
| -------------------------------------- | ---- | ---- | ---- | ---- | ---- | ---- | ---- | ------ | ----------- | ----------- | ----------- |
| Відкритий чемпіонат Австралії з тенісу | 2р   | 2р   | 2р   | ПФ   | 4р   | 3р   | ПФ   | 0 / 7  | 22–7        | 76%         |             |
| Відкритий чемпіонат Франції з тенісу   | 2р   | Ч    | ЧФ   | Ч    | Ч    | Ч    |      | 4 / 6  | 35–2        | 95%         |             |
| Вімблдонський турнір                   | 1р   | ТН   | 2р   | 3р   | ЧФ   | 3р   |      | 0 / 5  | 11–5        | 69%         |             |
| Відкритий чемпіонат США з тенісу       | 2р   | 3р   | 2р   | Ч    | 4р   | ЧФ   |      | 1 / 6  | 20–5        | 80%         |             |
| Перемоги-Поразки                       | 5–4  | 12–2 | 13–4 | 21–2 | 17–3 | 5–1  |      | 5 / 24 | 88–19       | 82%         |             |
| Рейтинг на кінець року                 | 61   | 17   | 9    | 1    | 1    | 2    |      |        | $33,141,991 | $33,141,991 | $33,141,991 |

#### Парний розряд
| Турнір                                 | 2019 | 2020 | 2021 | 2022 | 2023 | 2024 | 2025 | Усп   | В–П  | % В |
| -------------------------------------- | ---- | ---- | ---- | ---- | ---- | ---- | ---- | ----- | ---- | --- |
| Відкритий чемпіонат Австралії з тенісу | Н    | Н    | Н    | Н    | Н    | Н    | Н    | 0 / 0 | 0–0  | –   |
| Відкритий чемпіонат Франції з тенісу   | Н    | ПФ   | Ф    | Н    | Н    | Н    |      | 0 / 2 | 9–2  | 82% |
| Вімблдонський турнір                   | Н    | ТН   | Н    | Н    | Н    | Н    |      | 0 / 0 | 0–0  | –   |
| Відкритий чемпіонат США з тенісу       | 2р   | Н    | Н    | Н    | Н    | Н    |      | 0 / 1 | 1–1  | 81% |
| Перемоги-Поразки                       | 1–1  | 4–1  | 5–1  | 0–0  | 0–0  | 0–0  | 0–0  | 0 / 3 | 10–3 | 77% |

Наведена нижче таблиця допомагає розшифрувати умовні позначення в таблиці виступів тенісиста.
| Умовні позначення виступів | Умовні позначення виступів                | Умовні позначення виступів | Умовні позначення виступів |
| -------------------------- | ----------------------------------------- | -------------------------- | -------------------------- |
| В/У                        | Відношення виграшів до участі на турнірах | В-П                        | Виграш-Поразка             |
| ТН                         | Турнір не проводився                      | Н                          | Тенісист не брав участі    |
| КР                         | програв у кваліфікаційному турнірі        | #Р                         | попередні раунди турніру   |
| ЧФ                         | тенісист досяг чвертьфіналу               | ПФ                         | тенісист досяг півфіналу   |
| Ф                          | тенісист програв у фіналі                 | Ч                          | Чемпіон турніру            |

## Фінали турнірів Великого шлема

### Одиночний розряд: 6 (6 титулів)
| Результат | Рік  | Турнір      | Поверхня | Супротивниця     | Рахунок       |
| --------- | ---- | ----------- | -------- | ---------------- | ------------- |
| Перемога  | 2020 | French Open | Ґрунт    | Софія Кенін      | 6–4, 6–1      |
| Перемога  | 2022 | French Open | Ґрунт    | Корі Гофф        | 6–1, 6–3      |
| Перемога  | 2022 | US Open     | Хард     | Унс Джабір       | 6–2, 7–6(7–5) |
| Перемога  | 2023 | French Open | Ґрунт    | Кароліна Мухова  | 6–2, 5–7, 6–4 |
| Перемога  | 2024 | French Open | Ґрунт    | Жасмін Паоліні   | 6–2, 6–1      |
| Перемога  | 2025 | Wimbledon   | Трава    | Аманда Анісімова | 6–0, 6–0      |

### Парний розряд: 1 (0 титулів)
| Результат | Рік  | Турнір      | Поверхня | Партнерка           | Супротивниці                          | Рахунок  |
| --------- | ---- | ----------- | -------- | ------------------- | ------------------------------------- | -------- |
| Поразка   | 2021 | French Open | Ґрунт    | Бетані Маттек-Сендс | Барбора Крейчикова Катержина Сінякова | 4–6, 2–6 |

## Юніорські фінали турнірів Великого шолома

### Одиночний розряд
| Результат | Рік  | Турнір    | Поверхня | Супротивниця | Рахунок  |
| --------- | ---- | --------- | -------- | ------------ | -------- |
| Перемога  | 2018 | Wimbledon | Трава    | Леоні Кюнг   | 6–4, 6–2 |

### Пари
| Результат | Рік  | Турнір          | Поверхня | Партнерка       | Супротивниці                      | Рахунок       |
| --------- | ---- | --------------- | -------- | --------------- | --------------------------------- | ------------- |
| Поразка   | 2017 | Australian Open | Hard     | Майя Хвалінська | Б'янка Андреєску Карсон Бренстайн | 1–6, 6–7(4–7) |
| Перемога  | 2018 | French Open     | Ґрунт    | Кеті Макнеллі   | Юкі Найто Нахо Сато               | 6–2, 7–5      |

## Інші важливі фінали

### Олімпійські ігри

#### Одиночний розряд: 1 (бронза)
| Результат | Рік  | Турнір         | Покриття | Опонент       | Рахунок  |
| --------- | ---- | -------------- | -------- | ------------- | -------- |
| Бронза    | 2024 | Париж, Франція | Ґрунт    | Анна Шмідлова | 6–2, 6–1 |

### Фінали року

#### Одиночний розряд: 1 (1 титул)
| Результат | Рік  | Турнір                     | Покриття | Опонент         | Рахунок  |
| --------- | ---- | -------------------------- | -------- | --------------- | -------- |
| Перемога  | 2023 | Фінал WTA, Канкун, Мексика | Тверде   | Джессіка Пегула | 6–1, 6–0 |

## Фінали турнірів WTA

### Одиночний розряд: 29 фіналів (24-5)
| Результат | В-П  | Дата          | Турнір                                | Категорія   | Поверхня  | Супротивниця              | Рахунок            |
| --------- | ---- | ------------- | ------------------------------------- | ----------- | --------- | ------------------------- | ------------------ |
| Поразка   | 0–1  | Квітень 2019  | Ladies Open Lugano, Швейцарія         | Міжнародний | Ґрунт     | Полона Герцог             | 3–6, 6–3, 3–6      |
| Перемога  | 1–1  | Жовтень 2020  | Roland Garros, Франція                | Grand Slam  | Ґрунт     | Софія Кенін               | 6–4, 6–1           |
| Перемога  | 2–1  | Лютий 2021    | Adelaide International, Австралія     | WTA 500     | Хард      | Белінда Бенчич            | 6–2, 6–2           |
| Перемога  | 3–1  | Травень 2021  | Italian Open, Італія                  | WTA 1000    | Ґрунт     | Кароліна Плішкова         | 6–0, 6–0           |
| Перемога  | 4–1  | Лютий 2022    | Qatar Open, Катар                     | WTA 1000    | Хард      | Анетт Контавейт           | 6–2, 6–0           |
| Перемога  | 5–1  | Березень 2022 | Indian Wells Open, США                | WTA 1000    | Хард      | Марія Саккарі             | 6–4, 6–1           |
| Перемога  | 6–1  | Квітень 2022  | Miami Open, США                       | WTA 1000    | Хард      | Наомі Осака               | 6–4, 6–0           |
| Перемога  | 7–1  | Квітень 2022  | Stuttgart Open, Німеччина             | WTA 500     | Ґрунт (i) | Аріна Соболенко           | 6–2, 6–2           |
| Перемога  | 8–1  | Травень 2022  | Italian Open, Італія (2)              | WTA 1000    | Ґрунт     | Унс Джабір                | 6–2, 6–2           |
| Перемога  | 9–1  | Червень 2022  | Roland Garros, Франція (2)            | Grand Slam  | Ґрунт     | Корі Гофф                 | 6–1, 6–3           |
| Перемога  | 10–1 | Вересень 2022 | US Open, США                          | Grand Slam  | Хард      | Унс Джабір                | 6–2, 7–6(7–5)      |
| Поразка   | 10–2 | Жовтень 2022  | Ostrava Open, Чехія                   | WTA 500     | Хард (i)  | Барбора Крейчикова        | 7–5, 6–7(4–7), 3–6 |
| Перемога  | 11–2 | Жовтень 2022  | San Diego Open, США                   | WTA 500     | Хард      | Донна Векич               | 6–3, 3–6, 6–0      |
| Перемога  | 12–2 | Лютий 2023    | Qatar Open, Катар (2)                 | WTA 500     | Хард      | Джессіка Пегула           | 6–3, 6–0           |
| Поразка   | 12–3 | Лютий 2023    | Dubai Championships, ОАЕ              | WTA 1000    | Хард      | Барбора Крейчикова        | 4–6, 2–6           |
| Перемога  | 13–3 | Квітень 2023  | Stuttgart Open, Німеччина (2)         | WTA 500     | Ґрунт (i) | Аріна Соболенко           | 6–3, 6–4           |
| Поразка   | 13–4 | Травень 2023  | Madrid Open, Іспанія                  | WTA 1000    | Ґрунт     | Аріна Соболенко           | 3–6, 6–3, 3–6      |
| Перемога  | 14–4 | Червень 2023  | Roland Garros, Франція (3)            | Grand Slam  | Ґрунт     | Кароліна Мухова           | 6–2, 5–7, 6–4      |
| Перемога  | 15–4 | Лип 2023      | WTA Poland Open, Польща               | WTA 250     | Тверде    | Лаура Зігемунд            | 6–0, 6–1           |
| Перемога  | 16–4 | Жов 2023      | China Open, КНР                       | WTA 1000    | Тверде    | Людмила Самсонова         | 6–2, 6–2           |
| Перемога  | 17–4 | Лис 2023      | Фінал WTA, Мексика                    | Фінали      | Тверде    | Джессіка Пегула           | 6–1, 6–0           |
| Перемога  | 18–4 | Лют 2024      | Катар Open, Катар (3)                 | WTA 1000    | Тверде    | Олена Рибакіна            | 7–6(10–8), 6–2     |
| Перемога  | 19–4 | Бер 2024      | Indian Wells Open, США (2)            | WTA 1000    | Тверде    | Марія Саккарі             | 6–4, 6–0           |
| Перемога  | 20–4 | Тра 2024      | Madrid Open, Іспанія                  | WTA 1000    | Ґрунт     | Соболенко Арина Сергіївна | 7–5, 4–6, 7–6(9–7) |
| Перемога  | 21–4 | Тра 2024      | Italian Open, Італія (3)              | WTA 1000    | Ґрунт     | Соболенко Арина Сергіївна | 6–2, 6–3           |
| Перемога  | 22–4 | Чер 2024      | French Open, Франція (4)              | Grand Slam  | Ґрунт     | Жасмін Паоліні            | 6–2, 6–1           |
| Поразка   | 22–5 | Чер 2025      | Bad Homburg Open, Німеччина           | WTA 500     | Трава     | Джессіка Пегула           | 6–4, 7–5           |
| Перемога  | 23–5 | Лип 2025      | Вімблдонський турнір, Велика Британія | Grand Slam  | Трава     | Аманда Анісімова          | 6–0, 6–0           |
| Перемога  | 24–5 | Сер 2025      | Мастерс Цинциннаті, США               | WTA 1000    | Тверде    | Жасмін Паоліні            | 7–5, 6–4           |

### Парний розряд/1 фінал
| Результат | В-П | Дата         | Турнір                 | Категорія  | Поверхня | Партнерка           | Супротивниці                          | Рахунок  |
| --------- | --- | ------------ | ---------------------- | ---------- | -------- | ------------------- | ------------------------------------- | -------- |
| Поразка   | 0–1 | Червень 2021 | Roland Garros, Франція | Grand Slam | Ґрунт    | Бетані Маттек-Сендс | Барбора Крейчикова Катержина Сінякова | 4–6, 2–6 |